# 하루미 시호
하루미 시호(春海四方, 1959년 3월 22일 ~ )는 일본의 배우이다.

## 출연

### 드라마
NHK